# Kalydon (Mythologie)
Kalydon (altgriechisch Καλυδών Kalydṓn) ist eine Figur der griechischen Mythologie.
Er ist der Sohn des Aitolos und der Pronoe und Gründer und Namensgeber der Stadt Kalydon in Ätolien. Sein Bruder Pleuron gründete die gleichnamige ätolische Stadt Pleuron. Mit Aiolia bekam er zwei Töchter: Epikaste, die später Agenor heiratete, und Protogeneia.